# Josh Ryan Evans
Josh Ryan Evans född 10 januari 1982 i Hayward, Kalifornien, död 5 augusti 2002 i San Diego, Kalifornien, amerikansk skådespelare. Han räknades som den kortaste skådespelaren i Hollywood med en längd på 97 centimeter.

## Filmografi i urval
- 1998 − Ally McBeal (TV-serie)
- 1999 - Små genier
- 1999−2002 - Passions
- 2000 - Grinchen – Julen är stulen